# Turgutlu
Turgutlu – miasto w Turcji w prowincji Manisa.
Według danych na rok 2000 miasto zamieszkiwało 93 727 osób.